# Džiugas Bartkus
Džiugas Bartkus (ur. 7 listopada 1989 w Kownie) – litewski piłkarz występujący na pozycji bramkarza w saudyjskim klubie Al-Bukiryah FC. Wychowanek FBK Kaunas, w swojej karierze grał także w takich zespołach jak Partyzan Mińsk, Dynama Brześć, Sūduva Mariampol, Górnik Łęczna, Valletta FC oraz FK Žalgiris Wilno.